# لف آرنشتام
لف آرنشتام (روسی: Лео Оскарович Арншта́м؛ ۱۵ ژانویهٔ ۱۹۰۵ – ۲۶ دسامبر ۱۹۷۹) یک کارگردان، و فیلم‌نامه‌نویس اهل اتحاد شوروی بود. وی بین سال‌های ۱۹۳۱ تا ۱۹۶۷ میلادی فعالیت می‌کرد.

## گزیده فیلمشناسی
از فیلم‌ها یا برنامه‌های تلویزیونی که وی در آن حضور داشته‌است می‌توان به آثار زیر اشاره کرد.
- دوست دخترها (Подруги) (۱۹۳۶)
- دوستان (Друзья) (۱۹۳۸)
- زویا (Зоя) (۱۹۴۴)
- رومئو و ژولیت (Ромео и Джульетта) (۱۹۵۵)
- درسی در تاریخ (Урок истории) (۱۹۵۷)
- پنج روز، پنج شب (Пять дней, пять ночей) (۱۹۶۰)
- سوفیا پروسکایا (Софья Перовская) (۱۹۶۷)